# Сакурагава
Сакурагава (яп. 桜川市 Сакурагава-си) — город в Японии, находящийся в префектуре Ибараки. Площадь города составляет 179,78 км², население — 43 225 человек (1 августа 2014), плотность населения — 240,43 чел./км².

## Географическое положение
Город расположен на острове Хонсю в префектуре Ибараки региона Канто. С ним граничат города Касама, Исиока, Цукуба, Тикусей, Моока и посёлки Масико, Мотеги.

## Население
Население города составляет 43 225 человек (1 августа 2014), а плотность — 240,43 чел./км². Изменение численности населения с 1980 по 2005 годы:
| 1980 | 51 171 чел. |  |
| 1985 | 51 766 чел. |  |
| 1990 | 51 880 чел. |  |
| 1995 | 51 972 чел. |  |
| 2000 | 50 334 чел. |  |
| 2005 | 48 400 чел. |  |

## Символика
Деревом города считается сакура, цветком — Lilium auratum, птицей — Cettia diphone.